# Castelul Lida

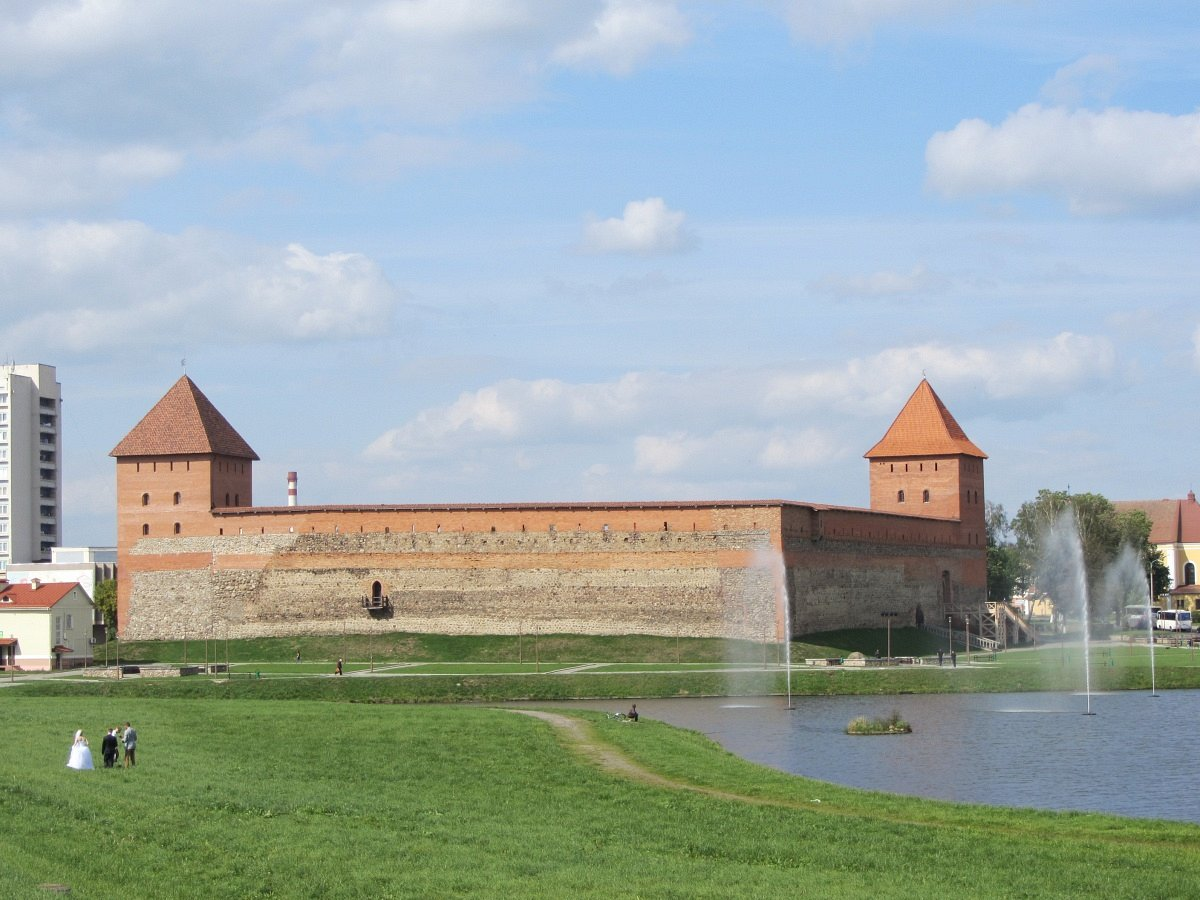
Fortul Lida după campania de reconstrucție din 2010

Castelul Lida (în belarusă Лідскі замак, în lituaniană Lydos pilis) a fost unul din cele câteva cetăți ridicate de către marele duce Gediminas din Lituania în secolul al XIV-lea pentru a-și apăra pământurile împotriva expansiunii cavalerilor teutoni. Alte cetăți din lanțul de apărare au inclus Hrodna, Navahrudak, Kreva, Medininkai, și Trakai. Orașul modern Lida din Belarus a apărut în jurul acestui castel. Castelul Lida este situat la 141 de metri deasupra nivelului mării.
Locul ales pentru castel este apărat în mod natural de râurile Kamenka și Lida la est și la vest. Construcția din pereți de bolovani a fost realizată în 1323, 1324, 1325. Mai târziu aceste porțiuni au fost acoperite cu cărămidă roșie. Castelul a avut două turnuri în colțurile sale și o biserică, care a fost mutată în afara zidurilor, în 1533. Etajele de la nivelul superior din ambele turnuri au fost locuite.
În ciuda fortificațiilor sale puternice, Lida a fost ocupată de către cavalerii teutoni în mai multe rânduri (1384, 1392). Marele Duce Lituanian Vytautas a dat-o aliatului său, hanul Tokhtamysh, care s-a stabilit „într-o iurtă în apropierea castelului”. În 1406, familia lui Iuri din Smolensk a fost închisă în Lida ca ostatică; încercarea sa de a cuceri castelul și de a-i elibera nu a avut succes. În 1433, Lida a fost subiect de dispută între Švitrigaila și vărul său Sigismund Kęstutaitis.
Următoarele decenii au fost mai puțin furtunoase. Lida a fost devastată de tătarii din Crimeea în 1506 și a fost luată cu asalt de către ruși în timpul războiului ruso-polonez în 1659. Suedezii au ocupat cetatea de două ori în timpul Marelui Război Nordic și au aruncat în aer ambele turnuri. În 1794, pe acest loc a avut loc lupta dintre adepții lui Kościuszko și rușii.
După incendiul din oraș din 1891, turnul de sud-vest și părți din zidul de vest al castelului au fost dărâmate pentru a se utiliza piatra pentru repararea caselor deteriorate de foc. O echipă de arheologi din Sankt Petersburg a intervenit pentru stoparea actelor de vandalism. În 1920 a avut loc doar o restaurare ușoară a pereților.
În cea mai mare parte a secolului al XX-lea, un zoo itinerant sau un circ au ocupat complexul castelului. În fiecare decembrie, un pom de Crăciun a fost plasat în interiorul zidurilor. Campania de restaurare a fost lansat abia în 1982. Cărămida roșie a fost folosită pentru a desemna secțiunile proaspăt reconstruite până la o înălțime de 12 metri. Restaurări semnificative au avut loc în 2010.
În fiecare an, castelul Lida găzduiește un turneu în stil medieval. Un muzeu a fost creat în turnurile sale.

## Legături externe
- М. Шимелевич. Город Лида и Лидский замок (Вильно, 1906)
- Castelul Lida Arhivat în 15 noiembrie 2020, la Wayback Machine. pe site-ul oficial al Republicii Belarus Arhivat în 15 ianuarie 2018, la Wayback Machine.